# تل القاضي (الشرقية)
قرية تل القاضي هي إحدى القرى التابعة لمركز ديرب نجم في محافظة الشرقية في جمهورية مصر العربية. حسب إحصاءات سنة 2006، بلغ إجمالي السكان في تل القاضي 4110 نسمة، منهم 2062 رجل و2048 امرأة.